# キミが勇気をくれたから
『キミが勇気をくれたから』（キミがゆうきをくれたから）は、Infinix ＆ Voicesの3作目のスタジオ・アルバム。 Infinixとして16作目のアルバム。

## 解説
- 「昭和天皇87年のご生涯」[2]や「NHKスペシャル」[3][4]、「TBSテレビ開局50周年記念企画・里見八犬伝」[5]などの音楽制作を行っている Infinix [6]が、女性ヴォーカリストを迎え Infinix & Voices として制作したアルバム[1][7][8]。
- 前作のカバー・アルバム「尾崎豊が教えてくれたこと」と異なり、全曲オリジナルとなっている[1]。
- ヴォーカル、作詞は、SexyZone「BAD BOYS」、Kis-My-Ft2「Catch & go!!」、ももいろクローバーZ各ソロ曲等や、プリキュア〜変身〜等のアニメに歌詞提供を行っている作詞家でヴォーカリストでもあるENA☆[9][10]が担当[1][8]。
- 歌詞先行でなく曲先行で作られたため、合唱曲のようなシンプルな曲が多い[1][8]。
- ボーナス・トラックとしてインストゥルメンタル曲の「ロマンティック・リゾート」が収録されている[1][8]。
- DEAR HEART、キミが勇気をくれたから、ロマンティック・リゾートは、YouTubeで1コーラスのみ動画配信されている[8]。
- 制作・発売はInfini Music、販売はスペースシャワーミュージック[1]。

## 収録曲
出典:
1. DEAR HEART
2. キミが勇気をくれたから
3. あいしてる
4. ベストフレンド
5. ハピネス
6. 涙
7. ロマンティック・リゾート（※インストゥルメンタル）

## クレジット
出典:
- Produce,Arrangement,Perform：Infinix
- Vocal：ENA
- lyrics：ENA☆
- Music：M.Sakamoto
- Strings:：Akiko.Omatsu Strings
- Engineer：T.T